# トンデモネズミ大活躍
『トンデモネズミ大活躍』（トンデモネズミだいかつやく,原題：Manxmouse）とは、ポール・ギャリコが1968年に発表した児童文学。本作に登場するトンデモネズミはモナコ公国の公妃であったグレース・ケリーが初めて作った陶製のネズミの置物に由来する。グレース公妃からポール・ギャリコに執筆の依頼があったことなどが、献辞に記されている。
日本においては、矢川澄子の訳で、1970年に岩波書店から日本語版が発売された。また、1979年には、日生ファミリースペシャル内で同じタイトルのスペシャルアニメが放送された。

## ストーリー
イギリスの小さな村・タニゾコドン（英語:Buntingdowndale）に住むマイヤーじいさんはネズミの陶人形専門の陶芸職人。ある夜、パーティーで酔っぱらって帰宅したマイヤーじいさんは、酔っぱらった勢いで最高傑作のネズミの陶人形を作り上げた。それはオポッサムのように小太りの身体、カンガルーのような後ろ脚、サルのような前脚、ウサギのような耳（内側はオレンジ色）、全身は青色で、尻尾が無いネズミの陶人形だった。酔いが醒めたマイヤーじいさんはとんでもないネズミを作ってしまったと落ち込むが、造形はともかく出来栄えは良いので、トンデモネズミ（英語:Manx Mouse）と名付けてしまっておくことにした。夜になってマイヤーじいさんが寝入り、深夜に13回目の時計が鳴ると、人形に生命が宿って動き出した。ネズミ人形は、自らを「トンデモネズミ」と名乗り、マイヤーじいさんの家を出て冒険に出掛ける。
トンデモネズミが最初に出会ったのはおばけのドロロン（英語:clutterbumph）。ドロロンは変身能力をもっていて、その人が怖いものに変身して怖がらせるのだが、トンデモネズミには怖いものがなかった。ドロロンはトンデモネズミに「トンデモネコに気を付けて」とアドバイスをする。旅を続けるトンデモネズミはタカのキャプテンホーク、人間の少女ウェンディ、サーカスのトラのブーラカーンたちとも仲良しになる。
旅を続けるうち、トンデモネズミは勇気とは何かを学んでいく。その一方でトンデモネズミはトンデモネコに食べられる運命にあるということも周囲から言われ続ける。

## キャスト
- トンデモネズミ – 野沢雅子
- マイヤーじいさん – 槐柳二
- ドロロン – 永井一郎
- ペッテン氏 – 大木民夫
- ウェンディ – 杉山佳寿子
- ブーラカーン – 大宮悌二
- キャプテンホーク – 木原正二郎
- アマタル先生 – 上田敏也
- エリック – 井上和彦
- サーカスの団長 – 雨森雅司
- 隊長犬 – 辻村真人
- 兵卒犬 – 峰恵研
- マイヤー家の夫ネズミ – 田中崇
- マイヤー家の妻ネズミ – 川島千代子
- 非常線の警官 – 政宗一成
- トンデモネコ – 熊倉一雄
- マージェリー – 坪井章子
- 父カエル – 神山卓三
- 母カエル – 丸山裕子
- ナレーター - 石坂浩二

## 放送時間
1979年6月30日(土曜日)19:30～20:54
- 「（正式枠名無し単発枠）」で放送。

## スタッフ
- 製作 - 本橋浩一
- 製作管理 - 高桑充
- 企画 - 佐藤昭司
- 脚本 - 雪室俊一、斎藤博
- 音楽 - 中川昌
- キャラクターデザイン - 森やすじ、百瀬義行
- 作画監督 - 百瀬義行
- 美術監督 - 山口俊和
- 録音監督 - 浦上靖夫
- 色指定・検査 - 小山明子
- 編集 - 岡安肇、掛須秀一、小野寺桂子
- 現像 - 東洋現像所
- 動画作監 - 森友典子
- 作画 - 関修一、古佐古吉重、坂井俊一、坂巻貞彦、トランスアーツ、スタジオ・アトン動画工房
- 背景 - アトリエローク、スタジオSF
- プロデューサー - 松土隆二
- 演出 - 斎藤博

## 主題歌
エンディングテーマ - 「僕は生まれた」
- 作詞・作曲 - 後藤悦治郎
- 編曲 - 中川昌
- 歌 - 紙ふうせん

| フジテレビ系 日生ファミリースペシャル                   | フジテレビ系 日生ファミリースペシャル | フジテレビ系 日生ファミリースペシャル |
| 前番組                                                  | 番組名                                | 次番組                                |
| ------------------------------------------------------- | ------------------------------------- | ------------------------------------- |
| バッタ君町へ行く                                        | トンデモネズミ大活躍                  | ジャン・バルジャン物語                |
| フジテレビ系 土曜19:30 - 20:54枠 【正式枠名無し単発枠】 |                                       |                                       |
| プロ野球中継（洋×ヤ） （1979.6.23）                     | トンデモネズミ大活躍 （1979.6.30）    | 喜劇団体列車 （1979.7.7）             |